# Cabanis' lijster
De Cabanis' lijster (Turdus plebejus) is een zangvogel uit de familie lijsters (Turdidae).

## Verspreiding en leefgebied
Deze soort telt 3 ondersoorten:
- T. p. differens: zuidoostelijk Mexico en Guatemala.
- T. p. rafaelensis: Honduras, El Salvador, Nicaragua en noordwestelijk Costa Rica.
- T. p. plebejus: Costa Rica en westelijk Panama.